# آئودی اس۳
thumb|250px|چپ

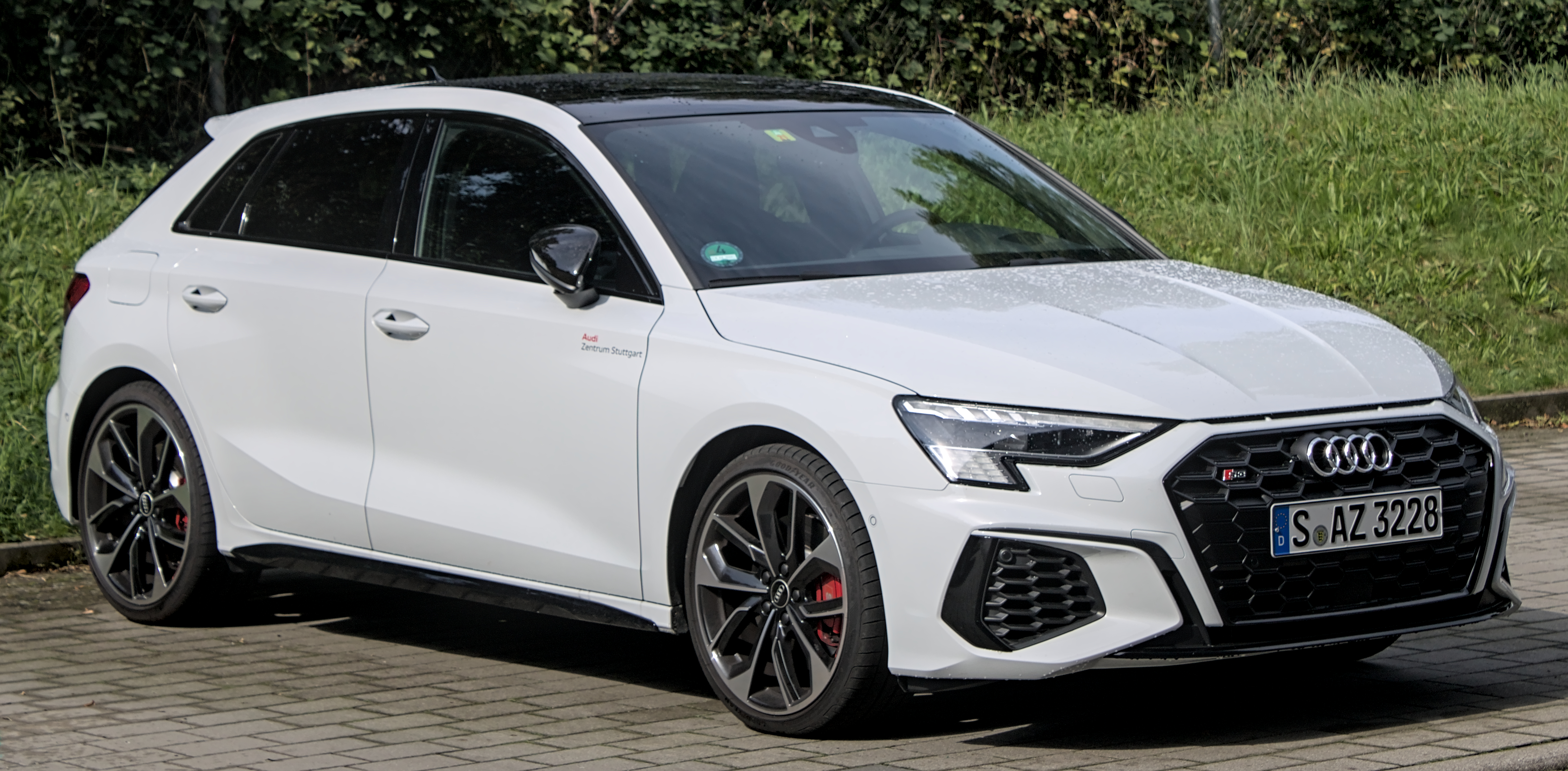
خودرو آئودی اس 3

آئودی اس۳ (Audi S۳) خودرویی است که از سال ۱۹۹۹—تا۱ ماه بعد در آلمان تولید شده‌است.
این خودرو در کلاس هات هاچ قرار گرفته، طراحی آن موتور جلو و خودرو چهار چرخ محرک بوده ‌است. سیستم جعبه‌دندهٔ آن ۶ دنده به صورت دستی است.